# 上海龙华机场
上海龙华机场，位于上海市中心区西南部黄浦江西岸，因毗邻著名的龙华寺而得名。該機場是中国民航的发源地之一，是中国较早建成的大型机场，亦为中国运营时间较长的机场。1966年后停止民航起降，2013年后被拆除改建，2017年作为直升机场重新投入使用。2024年10月起开通黄浦江航线低空载客游览项目。

## 历史

### 开辟

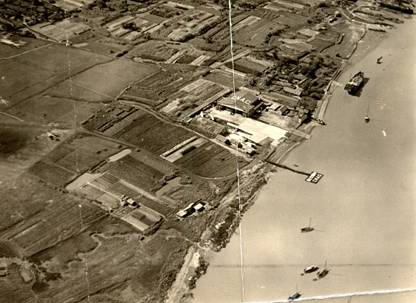
龙华机场鸟瞰，摄于1920年代

1915年，淞沪护军使署在龙华镇百步桥一带征地建造营房及大操场（称“江边大操场”）以驻扎军队。淞沪护军使杨克威委派上海县公署承办。1922年9月-11月，北洋政府陆军第十师订购外国飞机6架，在大操场进行组装及建立机库，大操场遂被辟为军用机场，上海陆军机场。
1929年6月，龙华机场由航空署接管。设立了“龙华水陆航空站”。1930年投入民航使用，其为中华民国大陸时期国内四个国际机场之一，亦是當時东亚最大的国际机场。1930年，中国航空在机场修筑停机棚，并在附近江面划定水上机场，起降水陆两用飞机。一·二八事变后机场驻军撤出，中航遂对机场基础设施及跑道进行扩建，交通部亦协调上海市政府进一步征地。至1933年末，龙华机场已初具规模，被媒体赞誉为“伟大之远东水陆飞行港”。1934年，欧亚航空公司亦开始在龙华机场建设停机棚及候机室。1936年，上海市政府、中国航空公司、欧亚航空公司以将龙华机场建设为具备1200米跑道的民用航空机场。

### 抗战期间及战后修整

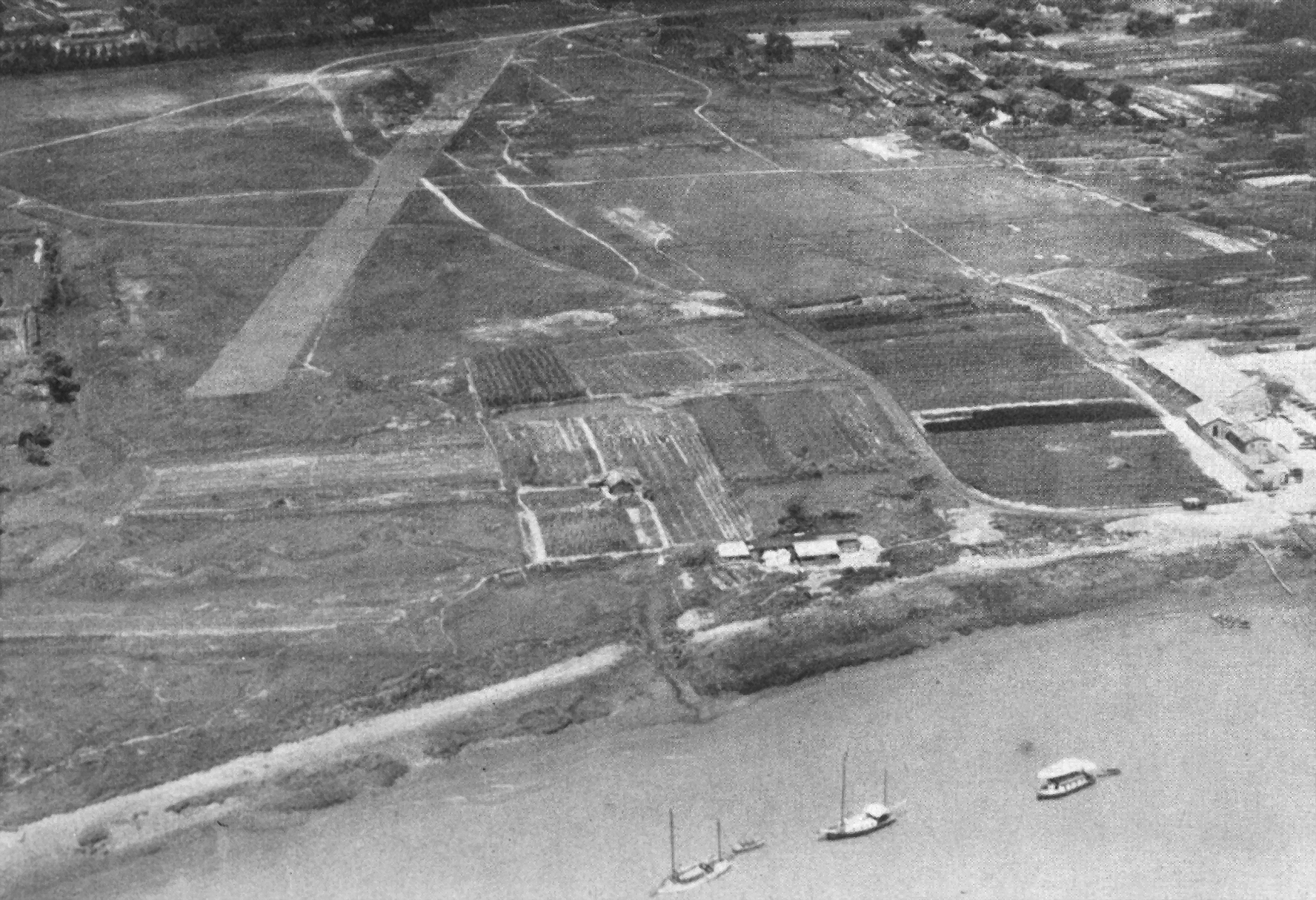
龙华机场鸟瞰，摄于1931年

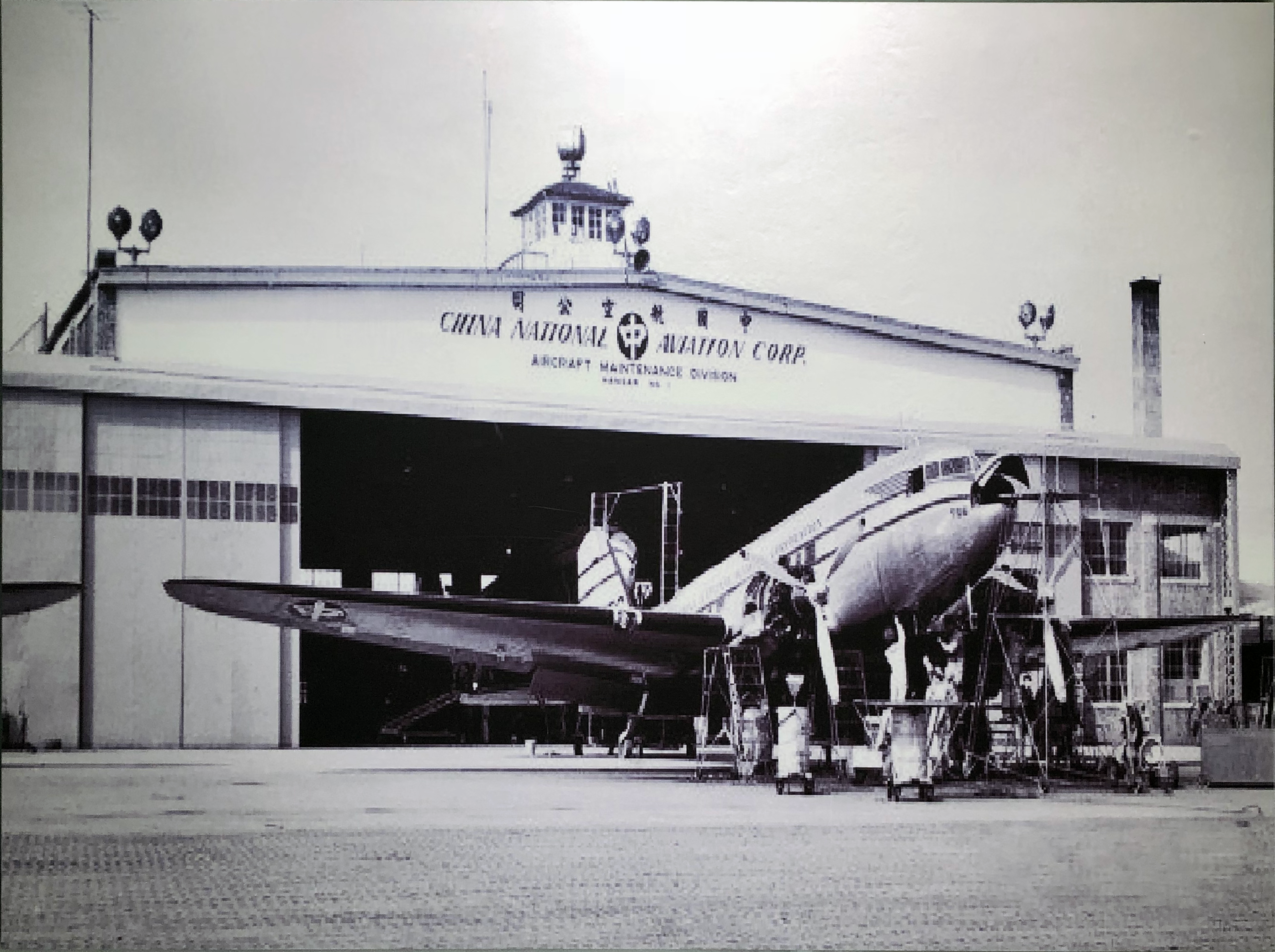
龙华机场，摄于1940年代

1937年11月，日军占领上海后，龙华机场被日军接管。日军曾先后两次征地对机场进行扩建，拆除了部分民航设施，增建了两条碎石跑道。将原来只能停放10余架飞机的停机坪，扩容至可容纳100余架重型轰炸机。

#### 中華民國空軍接收、中美合作
抗日战争结束后，中华民国空军接管了龙华机场以供美国陆海军航空队使用。美军后迁至江湾机场。1946年起，中国航空公司及中央航空運輸公司两家航空公司恢复龙华机场的民航运营，修筑了一条南北长1,829米的跑道，并对相关供电、夜航、通信、候机等设施进行修缮。該工程由保華建築公司承建。

### 1949年－1965年

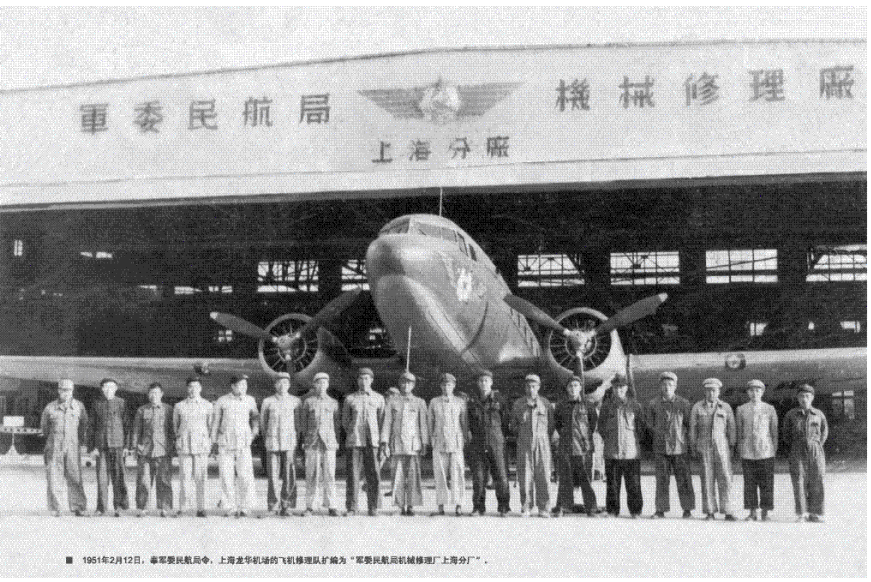
1951年2月12日的上海龙华机场飞机维修队

1949年第二次国共内战结束后，中国人民解放军上海市军事管制委员会接管了龙华机场。1949至1964年間是上海唯一的民用机场。中央军委民航局成立，1950年底龙华机场归民航使用。1952年，民航局上海站在龙华机场成立。1952年和1955年，分别完成了南北跑道和东西跑道的修复工作，并在1960年于候机楼右侧兴建了飞机维修厂（民航一〇二厂）。
1955年后，龙华机场由军方和民航共同使用，陸續開闢了前往北京、合肥、徐州、济南、杭州、南昌、广州、南京、武汉、西安、兰州等地的国内航線。
1963年11月，中华人民共和国国务院批准扩建虹桥机场为国际机场。

### 1966年－2008年

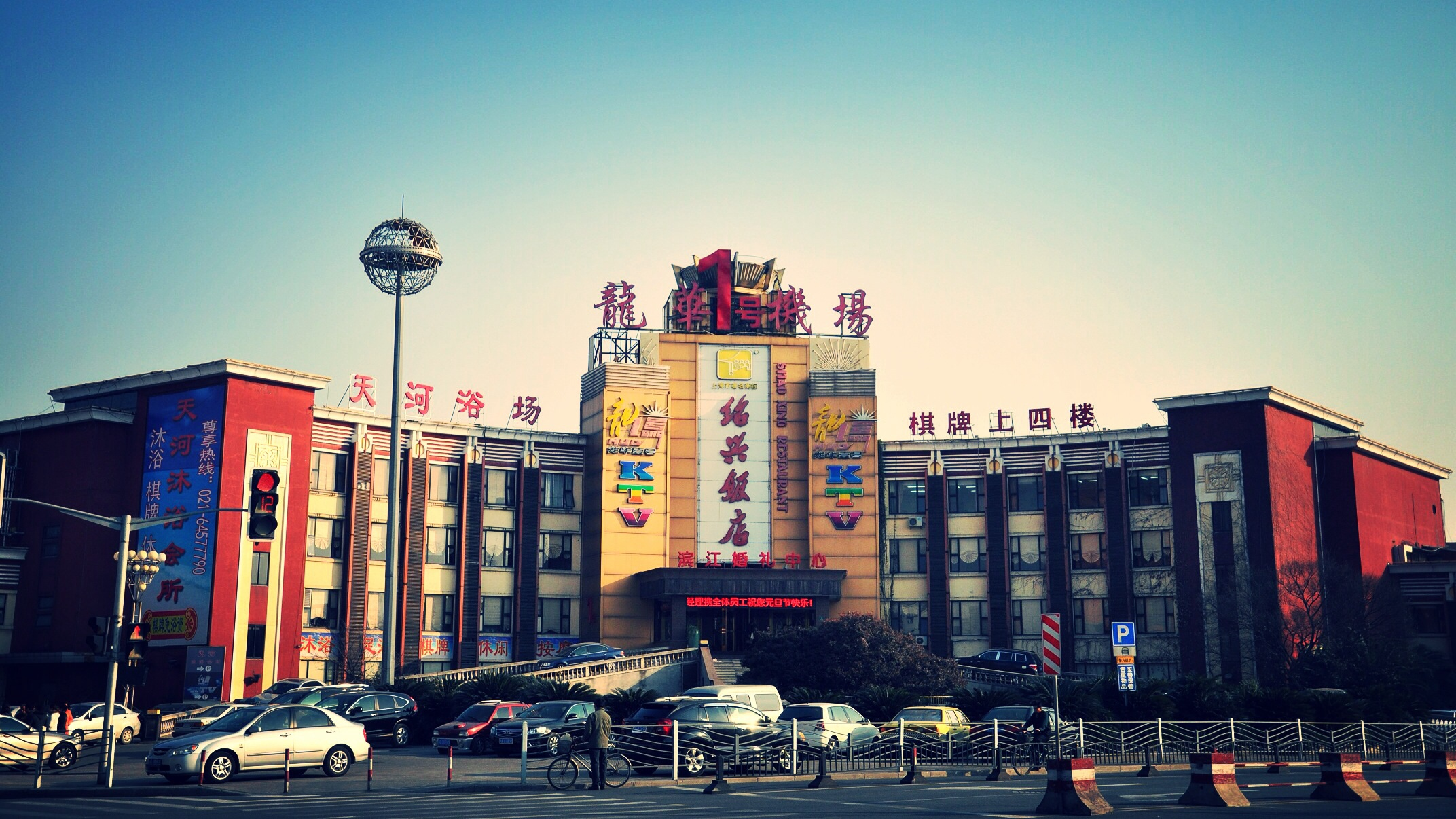
龙华机场旧航站楼，现在仍被作为一般商住楼使用

1966年8月，由于受到无法起降大型飞机的限制，中国人民解放军空军党委批准龙华机场的国内航班改为在虹桥机场起降，龙华机场则改为“民航上海管理局的训练基地和航班飞机的备降场”。
1968年4月29日，林昭被中国人民解放军上海市公检法军事管制委员会枪决于龙华机场。
1972年，民航上海管理局亦从龙华机场搬至虹桥，其后龙华机场主要作为飞行训练及民航一〇二厂试飞使用。70年代后，龙华机场逐渐演变为通用航空机场，临时起降坪位于云锦路、龙耀路，飞行任务一直持续到2011年6月。
2008年以前龙华机场主要被用作起降飞艇和直升机，机场原址内还设有汽车驾校。

### 2008年至今
2008年，龙耀路隧道开工建设，机场内的跑道被拦腰截断，后将机场内的跑道改建成为道路。龙华机场机库被改造成了余德耀美术馆，而机场跑道也“变身”为公园跑道。根据2008年中国民用航空华东地区管理局和上海市发展和改革委员会签订的《共同推进龙华机场地区规划建设框架协议》，龙华机场将被调整为民用直升机场。2010年4月15日，龙耀路隧道通车后原跑道所在位置的道路被命名为云锦路。
2012年5月9日，据上海龙华机场还建工程环评文件披露，龙华机场今后的功能定位以高端通用航空服务业为主，兼顾城市管理、城市安全、城市防火和应急救援。主要供西科斯基飞机公司S-92及以下机型使用，飞行航迹主要沿黄浦江布设。预计到2020年，龙华机场年起降4000架次，高峰日起降12-15架次，高峰时起降2-3架次。

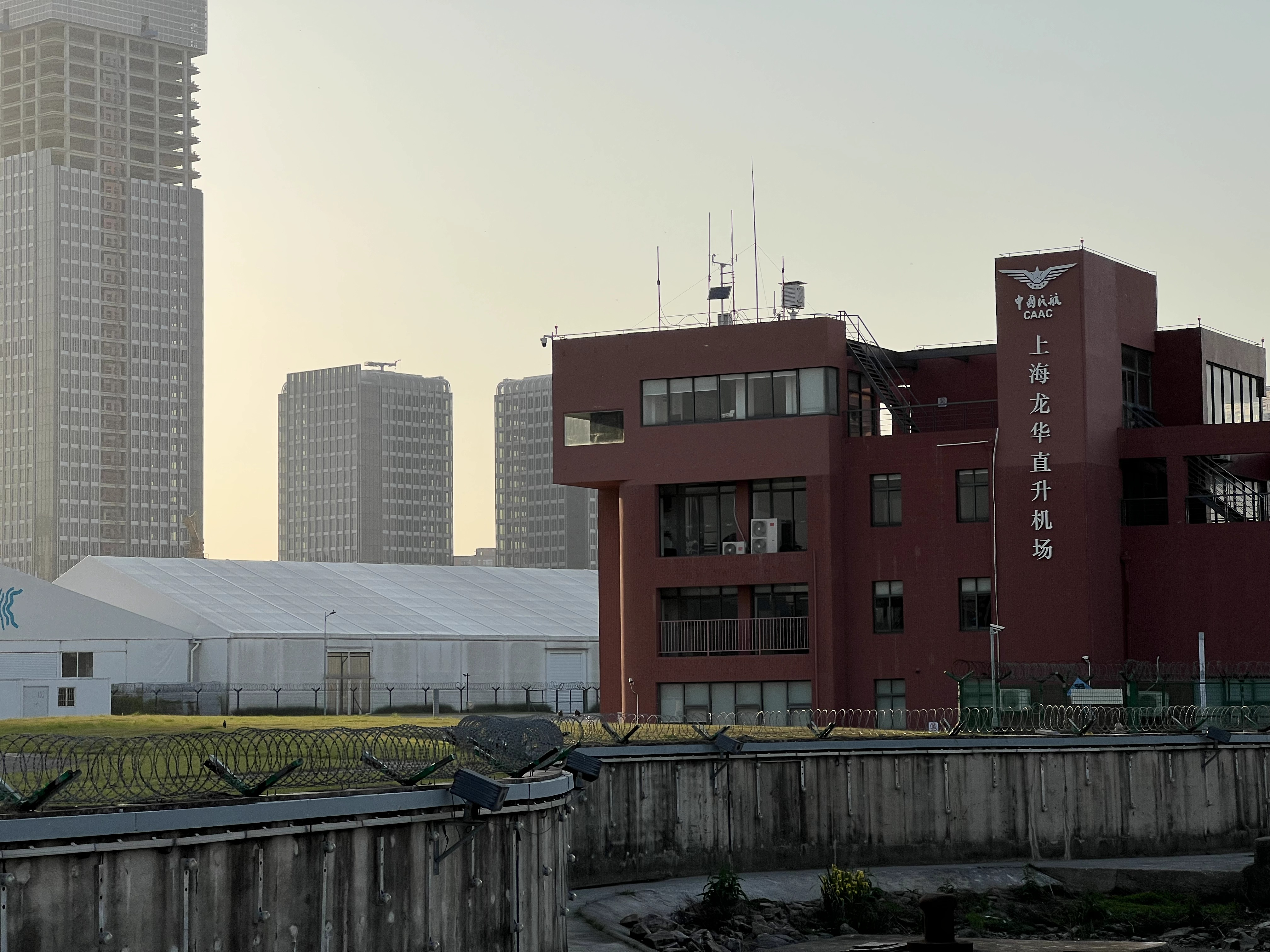
上海龙华直升机场现状

龙华机场改建成直升机机场工程于2016年开工，总投资1.3亿元，总建筑面积3.5万平方米，设有23个直升机位，并于2017年竣工、完成颁证。机场将转型升级为华东通航服务中心。2017年初正式对外开放，至年底，有上海警航、金汇通航等用户进驻。
2019年，由龙华机场曾经使用的油罐改造而来的“上海油罐艺术中心”对公众开放。2021年，由Sasaki设计，基于龙华机场原跑道的徐汇跑道公园获2021年世界建筑节城市景观奖。

#### 空中游览与低空经济
2015年3月29日上海首个低空游览商业化项目推出3天后即遇挫、终结，包括空中游览在内的通航产业缺乏管理措施。2024年3月，“低空经济”首次写入政府工作报告，空中游览重获发展机会。8月，上海至嵊泗直升机成功首飞。10月1日起，上海新增龙华机场起落的低空载客航线，搭乘直升机低空观光黄浦江两岸，后续将开通迪士尼度假区航线。10月，所在徐汇龙华街道设立低空经济协会。

### 重大事故
- 1946年12月25日，黑色圣诞之夜空难：中航140号、115号，央航48号因能见度不足在上海坠毁。其中中航140号、115号坠毁在龙华机场，央航48号坠毁在江湾机场。